# Ronwen Williams
Ronwen Williams (* 21. ledna 1992, Port Elizabeth) je jihoafrický fotbalový brankář, kapitán reprezentace a od roku 2022 hráč Mamelodi Sundowns FC. S fotbalem začínal v SuperSport United FC, za klub odehrál 278 zápasů. Za reprezentaci nastupoval již ve výběrech do 20 a 23 let, za seniorskou reprezentaci nastupuje od roku 2014 a odehrál za ni 43 zápasů, v roce 2023 s ní vybojoval bronzovou medaili na Africkém poháru národů. Byl nominován na Jašinovu trofej 2024.